# Ömer Can Göksu
Ömer Can Göksu (* 21. Oktober 1968 in Istanbul) ist ein ehemaliger türkischer Fußballspieler und -trainer.

## Spielerkarriere
Über die Fußballspielerkarriere von Göksü ist wenig bekannt. Er spielte jahrelang in den türkischen Amateurligen und erhielt 1995 beim damaligen Drittligisten Tokatspor einen Profivertrag. Für diesen Verein spielte er die nächsten vier Jahre.

## Trainerkarriere
Neben seiner Fußballspielerkarriere studierte Göksü Sportwissenschaften und beendete sein Studium erfolgreich Ende der 1990er Jahre. Im Anschluss an seine Spielerkarriere begann er 2000 bei seinem letzten Verein Tokatspor als Nachwuchstrainer zu arbeiten. Anschließend erhielt er in Istanbul einen Lehrauftrag an der Universität Istanbul und zog deswegen nach Istanbul. 2005 begann er bei İstanbulspor als Nachwuchstrainer zu arbeiten und übernahm diesen Verein bereits wenige Monate später als Cheftrainer.
Im Sommer 2007 verließ er schließlich Istanbulspor und arbeitete als Nachwuchstrainer bei Antalyaspor, dann bei Konyaspor und schließlich bei Çaykur Rizespor. Im November 2011 wurde er beim Zweitligisten Istanbul Güngörenspor als Cheftrainer vorgestellt. Diesen Klub betreute er nur wenige Monate und legte dann sein Amt nieder.
Gemeinsam mit Raşit Çetiner übernahm Göksü im März 2013 den Zweitligisten Şanlıurfaspor. Dabei assistierte er Çetiner als dessen Co-Trainer. Nachdem Çetiner Mitte September 2013 überraschend von seinem Amt zurückgetreten war, übernahm Göskü interimsweise die Mannschaft als Cheftrainer. Wenige Wochen später wurde er von der Vereinsführung als regulärer Cheftrainer eingestellt. Bereits nach dem 13. Spieltag wurde er entlassen.